# Almac Cars

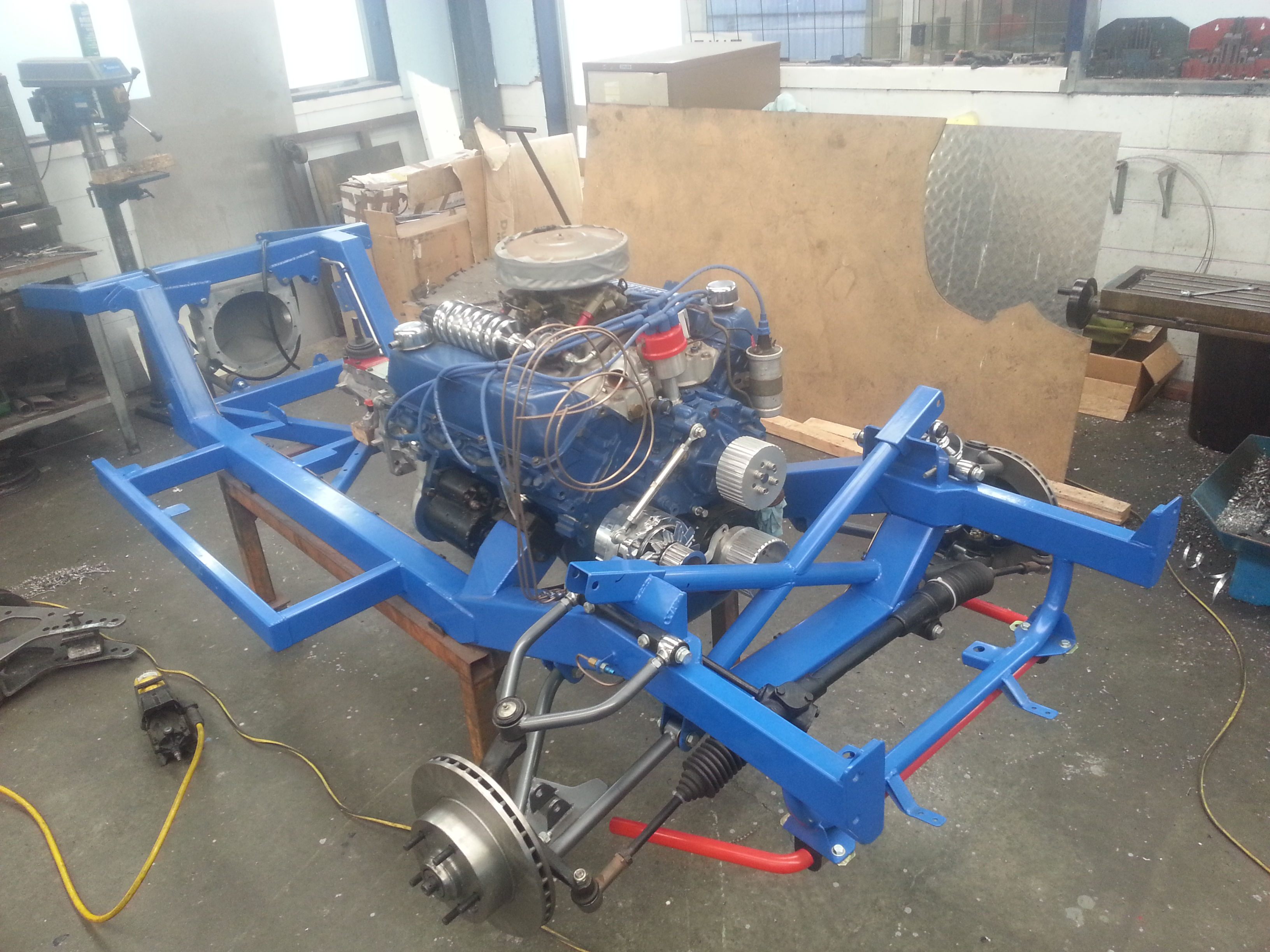
Fahrgestell für einen Almac 427 SC

Almac Cars ist ein neuseeländischer Hersteller von Automobilen.

## Unternehmensgeschichte
Alex McDonald gründete 1984 das Unternehmen in Wellington. Er begann 1985 mit der Produktion von Automobilen und Kit Cars. Der Markenname lautet Almac.

## Fahrzeuge
Das erste Modell war der 427 SC. Dies ist die Nachbildung des AC Cobra. Verschiedene V8-Motoren von Chevrolet und Ford mit teilweise 7000 cm³ Hubraum treiben die Fahrzeuge an. Während die vordere Radaufhängungen vom Holden Torana kommen, stammen die hinteren Radaufhängungen von Jaguar Cars.
1986 folgte ein kleineres Modell, das erst TC und später TG genannt wurde. Es basierte auf dem Fahrgestell des Triumph Herald. Darauf wurde eine einteilige Karosserie aus Fiberglas montiert. Optisch ähnelte das Fahrzeug dem MG T-Type. Dieses Modell wird nicht mehr angeboten.
1995 erschien der Sabre, der nur als Komplettfahrzeug angeboten wurde. Dieser Roadster basierte auf dem Ford Cortina, hatte aber einen V8-Motor.
Der Clubsprint ähnelt dem Lotus Seven. Der Clubsprint XL ist etwas größer.